# G6 (União Europeia)

Membros do grupo G6

O G6 (Grupo dos Seis) na União Europeia é um grupo informal de ministros do interior dos seis mais populosos membros da União Europeia (Alemanha, França, Reino Unido, Itália, Espanha e Polónia) com as maiores populações e assim com a maioria dos votos no Conselho da União Europeia. O G6 foi criado em 2003 como G5 para lidar com a imigração, o terrorismo e a lei e a ordem. Em 2006, a Polónia juntou ao grupo, tornando-o o G6.
| G6          | G6          | G6                | G6                | G6                |
| País        | População   | votos no Conselho | votos no Conselho | Notas             |
| ----------- | ----------- | ----------------- | ----------------- | ----------------- |
| Alemanha    | 82,314,906  | 29                | 8.4%              |                   |
| França      | 63,392,140  | 29                | 8.4%              |                   |
| Reino Unido | 61,113,205  | 29                | 8.4%              |                   |
| Itália      | 60,345,068  | 29                | 8.4%              |                   |
| Espanha     | 45,116,894  | 27                | 7.8%              |                   |
| Polónia     | 39,116,000  | 27                | 7.8%              | juntou-se em 2006 |
| total       | 348,658,527 | 170               | 49.2%             |                   |

No âmbito do terceiro pilar da UE, os poderes agem na cooperação policial e judiciária, sendo esta a única área da política da União Europeia onde não há monopólio da Comissão Europeia em propor leis. Em outras áreas políticas, a Comissão geralmente pode criar o equilíbrio entre os estados, mas nesta, o G6 tem uma grande influência sobre ela.
Nicolas Sarkozy pediu ao G6 para liderar a União após o alargamento de 2004 da União Europeia. A falta de transparência e de responsabilização do G6 tem sido criticado por uma série de figuras.